# 张凯 (1941年)
张凯（1941年5月—），男，汉族，广东饶平人，中华人民共和国政治人物，曾任中共河源市委书记，广东省人大常委会副主任。